# 松虫塚
松虫塚（まつむしづか）は大阪市阿倍野区にある史跡。

## 由来
伝承はあまたあるため確定しない。
しかし、後鳥羽天皇寵愛の白拍子松虫鈴虫姉妹が当地に隠れ住んだとして知られる。

## 場所
大阪市阿倍野区松虫通1-11-5

## 周辺
- 阪堺電気軌道上町線
  - 東天下茶屋停留場
  - 松虫停留場